# Armi da caccia

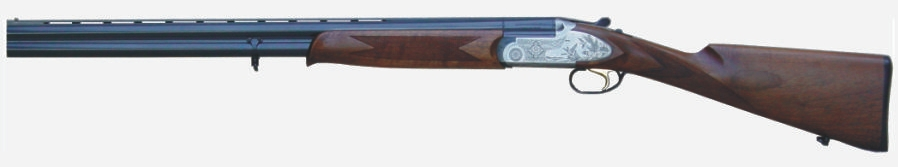
Sovrapposto ad anima liscia.

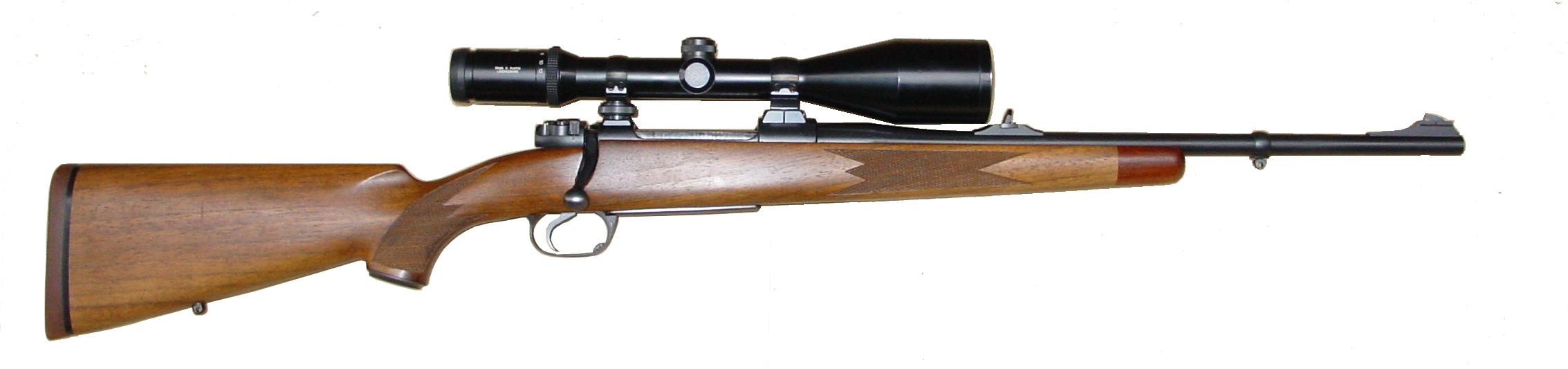
Una carabina da caccia moderna ad anima rigata, con mira ottica di precisione.

Le armi da caccia sono una categoria di armi cui l'uomo, nel corso della storia, ha fatto espressamente ricorso per la attività venatoria.

## Storia
Fino al Medioevo, le armi da caccia sono state armi bianche d'uso comune o bellico (lancia, coltello, daga ecc.) riconvertite e modificate onde meglio soddisfare i bisogni specifici del cacciatore (es. lancia da cinghiale, daga da caccia ecc.). A partire dal Rinascimento, la diffusione delle armi da fuoco ha portato al sistematico abbandono delle armi bianche, nella caccia come nella pratica bellica, in favore del fucile.

## Tipologia

### Armi da fuoco
Tra le armi da fuoco, le "armi da caccia" o "armi idonee all'uso venatorio" sono alcune delle armi da sparo lunghe classificate "comuni", (sono quindi escluse le armi classificate "sportive"). Queste armi possono essere a:
canna liscia di calibro uguale o superiore al 12", (esclusi quindi il cal. 10"; 8"; 4"), 
canna rigata di calibro uguale a 5,6 mm e lunghezza del bossolo a vuoto non inferiore a 40 mm oppure di calibro superiore a 5,6 mm a prescindere dalla lunghezza del bossolo.
Pertanto rimangono escluse dall'uso venatorio tutte le munizioni in calibro 22 a percussione anulare e i 22 classici a percussione centrale, nonché le munizioni in calibro inferiore ritenute inadatte all'uso venatorio, questo per limitare il bracconaggio e il ferimento di selvatici. Tuttavia rimane esclusa anche la cartuccia 5,45x39 mm, nonostante sia le dimensioni della palla che le prestazioni balistiche siano sovrapponibili alla cartuccia .223 Remington che è invece consentita. Inoltre, non sono armi da caccia le armi lunghe che, pur rispettando tutti i requisiti di calibro, risultano somiglianti ad armi da guerra.
Le armi da caccia possono essere semiautomatiche, a ripetizione o anche a colpo singolo, e possono essere munite di ottiche.
La regolamentazione della caccia è inoltre espressa con la Legge 157 e con regolamenti emanati Regione per Regione su tutto il territorio dello Stato attraverso i Calendari Venatori Provinciali che indicano i giorni, le specie cacciabili e le modalità di abbattimenti. In essi sono anche riportati i tipi di armi non utilizzabili (nelle Regioni dove sono introdotte limitazioni), in quel dato territorio di caccia e il numero di cartucce inseribili nel caricatore, nonché il tipo di munizione il cui uso sia interdetto.
Laddove non indicato, il numero dei colpi nelle armi non può mai superare quello omologato per l'arma stessa, cioè quello indicato sulla scheda dell'arma redatta a cura del Banco Nazionale di Prova. L'utilizzo di caricatori 'maggiorati' (dove non consentito), comporta l'accusa di 'utilizzo di materiale da guerra', ed è quindi vietato.
L'arma da caccia poco si discosta da quella lunga da tiro se non in quei particolari casi in cui la portabilità richiede ridotte dimensioni, molto utili nella boscaglia folta. Sono così molto usate per la caccia armi leggere, con canne relativamente corte e di facile maneggevolezza, anche in situazioni di difficile terreno. Per la caccia di selezione, al contrario, vengono spesso usate armi non solo di gran pregio ma dalle meccaniche sofisticate e complete di ottiche capaci di precisione simile se non uguale alle migliori armi da tiro di precisione.